# Khởi nguồn đại dịch
Khởi nguồn đại dịch, hay còn có tên gọi khác là Nhà ga Seoul (tiếng Hàn: 서울역, tiếng Anh: Seoul Station), là một bộ phim điện ảnh hoạt hình máy tính thuộc thể loại kinh dị – giật gân – chính kịch của Hàn Quốc công chiếu năm 2016 và là phần tiền truyện của Chuyến tàu sinh tử. Tác phẩm do Yeon Sang-ho làm đạo diễn, viết kịch bản, đồng sản xuất và hỗ trợ dựng phim, với sự tham gia lồng tiếng của các diễn viên gồm Shim Eun-kyung, Ryu Seung-ryong và Lee Joon. Bộ phim theo chân Hye-sun phải tìm cách sinh tồn giữa thành phố Seoul đang sụp đổ vì đại dịch xác sống đang hoành hành.
Bộ phim có buổi công chiếu tại Hàn Quốc vào ngày 18 tháng 8 năm 2016 trước khi được công chiếu trên bình diện quốc tế tại liên hoan phim quốc tế Brussels, và xuất sắc giành giải Phim hoạt hình hay nhất tại giải thưởng điện ảnh châu Á – Thái Bình Dương lần thứ 10. Tại Việt Nam, bộ phim được công chiếu chính thức tại các cụm rạp vào ngày 29 tháng 4 năm 2022.

## Nội dung
Một người đàn ông vô gia cư đi quanh khu vực Nhà ga Seoul với vết thương đẫm máu trên cổ và nằm xuống. Một người ngồi xổm bên cạnh thấy vết máu và đi tìm người giúp đỡ, nhưng người đàn ông bị thương đã không còn sống khi ông ta quay lại. Người ngồi xổm dẫn các sĩ quan cảnh sát đến, nhưng người đàn ông bị thương đã biến mất. Người ngồi xổm đi tìm người đàn ông bị thương, phát hiện ông ta đã biến thành một thây ma và bị ông ta tấn công.
Hye-sun, người đã bỏ trốn khỏi cuộc sống cũ trong nhà thổ, hiện đang sống với bạn trai của cô, Ki-woong, người có ý định dụ Hye-sun đi khách lần nữa vì túng thiếu tiền bạc. Sau một hồi tranh cãi về vấn đề này, cả hai tách ra và Hye-sun vướng vào vụ hỗn loạn diễn ra ở Nhà ga Seoul. Hye-sun cùng một số người sống sót chạy vào đồn cảnh sát, nơi họ bị bao vây bởi một nhóm thây ma trong phòng giam, cùng với một viên cảnh sát bị thây ma cắn. Trong khi đó, bố của Hye-sun, Suk-gyu, đến gặp Ki-woong để hỏi con gái ông đang ở đâu. Cả hai đến nhà trọ của Hye-sun và phát hiện ra bà chủ nhà đã biến thành thây ma. Suk-gyu và Ki-woong trốn vào phòng tắm sau khi một thây ma khác tấn công họ, họ trèo qua cửa sổ và lên sân thượng. Suk-gyu để Ki-woong đánh lạc hướng bọn thây ma, trong khi ông đi xuống lấy xe. Họ lái xe đi tìm Hye-sun.
Tại đồn cảnh sát, viên sĩ quan bị cắn gọi hỗ trợ trước khi bị lây nhiễm, biến thành thây ma và cắn một người sống sót trong phòng giam. Cảnh sát chống bạo động đến và giao chiến với bọn thây ma, Hye-sun và một ông già ra khỏi phòng giam và lên xe cứu thương. Đội cứu thương không biết chuyện gì đang xảy ra với những người bị lây nhiễm. Hye-sun gọi cho Ki-woong, nói rằng cô đang đến bệnh viện và hẹn gặp anh ở đó. Ông già hoảng sợ khi nhận ra họ đang trên đường đến bệnh viện, vì đang có rất nhiều người bị cắn nhập viện. Ông giật tay lái khỏi người tài xế khiến chiếc xe bị tai nạn. Hye-sun và ông già bỏ chạy qua đường hầm tàu điện ngầm. Trong khi đó, Suk-gyu và Ki-woong đến bệnh viện nhưng phát hiện ra bọn thây ma đã xâm chiếm nơi này. Họ chạy thoát rồi tiếp tục tìm kiếm Hye-sun.
Bên ngoài Nhà ga Hoehyeon, Ki-woong gọi cho Hye-sun, nhưng cuộc trò chuyện của họ bị bọn thây ma gần đó nghe thấy. Một nhóm người gọi Hye-sun và ông già đến một rào chắn tạm thời trong khi chống lại bọn thây ma. Cả hai được cứu, rồi nhận ra rằng họ đã bị lực lượng cảnh sát chặn lại, phía cảnh sát đã nhầm tưởng đại dịch thây ma là một cuộc bạo động. Suk-gyu và Ki-woong thuyết phục cảnh sát cho họ đi qua nhưng bị từ chối vì thiết quân luật đã được ban bố mà không có lý do. Những người sống sót dần dần không chống trả nổi số lượng thây ma kéo đến ngày càng đông. Ông già cố gắng vượt qua vòng vây của cảnh sát để cảnh báo về bọn thây ma nhưng bị quân đội bắn chết. Bọn thây ma tràn qua rào chắn, Hye-sun chạy thoát nhưng bị một thây ma cào vào chân.
Hye-sun chạy vào một căn hộ và thông báo vị trí của cô cho Ki-woong. Khi Ki-woong và Hye-sun đoàn tụ, cô tiết lộ rằng Suk-gyu không phải là bố cô mà là gã ma cô cũ của cô. Suk-gyu đi tìm cô vì cô đã lấy trộm số tiền của bố mẹ ruột quá cố của cô mà gã đang giữ cho riêng mình. Suk-gyu giải thích rằng gã muốn trả thù Hye-sun vì tội trộm cắp, điều này khiến Ki-woong phẫn nộ. Ki-woong cố gắng hạ gục Suk-gyu bằng một con dao, nhưng gã đã lấy con dao và giết chết anh. Hye-sun cố gắng bỏ chạy nhưng Suk-gyu đã khống chế cô. Khi Suk-gyu chuẩn bị cưỡng hiếp Hye-sun thì cô chết. Suk-gyu điên cuồng áp dụng phương pháp hồi sức tim phổi, nhưng sau đó gã phát hiện ra vết cào trên chân Hye-sun và nhận ra cô đã bị lây nhiễm. Cuối cùng, Hye-sun biến thành thây ma và cắn chết Suk-gyu, trong khi thành phố giờ đây đang trở nên hỗn loạn nghiêm trọng.

## Diễn viên
- Shim Eun-kyung trong vai Hye-sun
- Ryu Seung-ryong trong vai Suk-gyu
- Lee Joon trong vai Ki-woong